# Josep Barba i Figueres
Josep Barba i Figueres (Terrassa, 19 de maig de 1868 – 1920), fou un músic català destacat per la seva passió i dedicació a la guitarra. Nascut a Terrassa, a la cuitat del Vallés Occidental, va ser una figura important dins de l'àmbit musical local durant els inicis del S.XX.

## Biografia
Fill de pares flequers, va néixer en una popular fleca del carrer Gavatxons de la ciutat de Terrassa. Des de ben jove va començar a estudiar música i escollí la guitarra com a instrument. Mai va sortir de la seva ciutat on era conegut com a Pepet de cal Tanets.
Es va fer prou popular com per ser convidat en moltes tertúlies de caràcter musical. El seu projecte més destacat, fou el quartet conformat amb el seu germà Rosend Barba, i els seus amics Martí Alegre i Joan Fainer. Aquest grup va ser molt estimat pel públic terrassenc a causa de les seves interpretacions d'obres de Bach, Haydn, Mendelssohn, entre d'altres. Amb les seves actuacions va col·laborar al ressorgiment de la música a Terrassa a principis del XX.